# Ярославская губерния в Отечественной войне
Ярославская губерния Российской империи в Отечественной войне 1812 года.
Губернатором в это время был князь М. Н. Голицын, губернским предводителем дворянства — Н. А. Майков; также в то время существовала должность генерал-губернатора Тверского, Ярославского и Новгородского, которую занимал принц Г. П. Ольденбургский.

## Ярославская военная сила
24 июля 1812 года на дворянском собрании в Ярославле было решено создать губернское народное ополчение, так называемую Ярославскую военную силу. Дворянство предложило ополчить с каждых 25 душ по одному человеку, что составит по всей губернии 11 318 воинов; в том числе 600 конных. Для формирования ополчения был учреждён Комитет ярославской военной силы. 29 июля начальником ополчения был избран Я. И. Дедюлин, получивший в связи с этим чин генерал-майора; он пробыл в этой должности до конца войны. Также дворянством были избраны полковые начальники: гвардии полковник Д. Е. Поливанов, полковники Н. Л. Михайлов и М. П. Селифонтов, подполковники П. А. Соколов, П. Д. Ухтомский, Ф. С. Куломзин, Н. П. Ханыков. Офицеров в полки набирали полковые командиры. Крепостные могли вступать в ополчение только как пожертвование своего помещика; самостоятельное их вступление считалось побегом. Купечество и мещане жертвовали на нужды ополчения деньги и драгоценности. Всего дворянством было собрано 817 550 рублей, из них около ста тысяч жителями Ярославля; купцы и мещане только для начала собрали 295 253 рубля; духовенство собрало 68 828 рублей; всего было собрано 1 374 417 рубля.
Вооружены ополченцы были плохо: пиками и топорами, также имелось 2 тысячи ружей и 600 алебард, причём патроны были получены позднее. Затем были присланы 5 тысяч ружей из петербургских арсеналов и 4 тысячи — с Сестрорецкого оружейного завода — все старые, ремонтированные; позднее у ополченцев появилось трофейное французское и поставленное английское оружие. Формирование ополчения завершилось в конце лета. Хотя планировалось создать 7 полков, образовано было 4 пеших и один конный полки. Ярославский уезд выставил — 1633 человек, Романовский и Борисоглебский — 1346, Мышкинский − 1130, Ростовский — 1089, Мологский — 1089, Пошехонский — 1086, Даниловский − 1076, Угличский — 977, Любимский — 842 и Рыбинский — 757; всего — 11 025 человек. По разным источникам в ополчении числилось 11 112, 11 318, 11 687 (в том числе 331 офицер, 764 урядников строевых и нестроевых, 10 592 рядовых, из них 112 писарей) человек.
19 августа император Александр I приказал отправить ярославское ополчение в окрестности подмосковного Дмитрова и 23 августа ополчение выступило в поход для защиты Москвы, но 9 сентября генерал-фельдмаршал М. И. Кутузов дал ополчению приказ охранять дорогу из Ярославля на Москву. Затем он распорядился, чтобы оно в составе группы генерала Ф. Ф. Винценгероде прикрывало петербургское направление и 5 октября Ярославское ополчение совместно с Тверским расположились между Тверью и Клином. 14 ноября ополчение начало движение на соединение с действующей армией. В 1813 году ярославцы достойно показали себя при осаде Данцига. Летом и осенью 1814 года выжившие ополченцы вернулись домой.

## Другие воинские формирования
30 мая 1812 года в связи с приготовлениями к войне Ярославской губернии, совместно с соседними, было поручено сформировать, обмундировать и снабдить всем необходимым 3 полка, два из которых формировались в Ярославле и один во Владимире. Помещики вносили с каждой ревизской крепостной души по 60 копеек, что в сумме дало 175 тысяч рублей. Купцы и мещане давали средства на обозы. Полки были созданы и принимали активные участия в боевых действиях.
С началом наступления русской армии в Ярославле начали формироваться стратегические резервы. Здесь находилось до 30 тысяч воинов резервных частей и соединений.
В начале октября 1813 года в Ярославле из немецких солдат стал формироваться русско-германский легион, насчитывавший 3 генералов, 8 штаб-офицеров, 88 обер-офицеров и 8949 рядовых солдат и унтер-офицеров.
Из героев Отечественной войны стоит особо отметить генералов братьев Тучковых: Николая, Сергея, Павла и Александра, родовое имение отца которых находилось под Угличем.

## Прифронтовой тыловой район
После Бородинского сражения и оставления Москвы в городах губернии оказались десятки тысяч эвакуированных. Они размещались в гостиницах, постоялых дворах, частных домах и квартирах, монастырях.
Для оказания медицинской помощи раненым и больным воинам в Ярославле был открыт Главный военный госпиталь, а в других городах — лазареты; в них работало много монахинь и горожанок. На содержание этих медицинских учреждений шли средства, полученные от благотворительных спектаклей.
На случай вторжения на территорию губернии вражеских сил местными властями были намечены меры по эвакуации важных учреждений и ценностей в Нижний Новгород. В специальных «афишках»-сводках для горожан публиковались депеши войскового старшины Победнова, охранявшего дорогу на Москву, об обстановке на ближайших военных рубежах с комментариями генерал-губернатора. 19 сентября казаки Победнова атаковали «неприятельские передовые пикеты, расположившиеся по ярославской дороге, поражали мужественно неприятеля и, положив у него на месте до 40 человек, в плен взяли 2 унтер-офицера и 75 рядовых». В Ростове была создана пешая и конная ночная стража, охранявшая окрестности города.
В Ярославле располагался крупный лагерь военнопленных.